# Tumba de Aarão

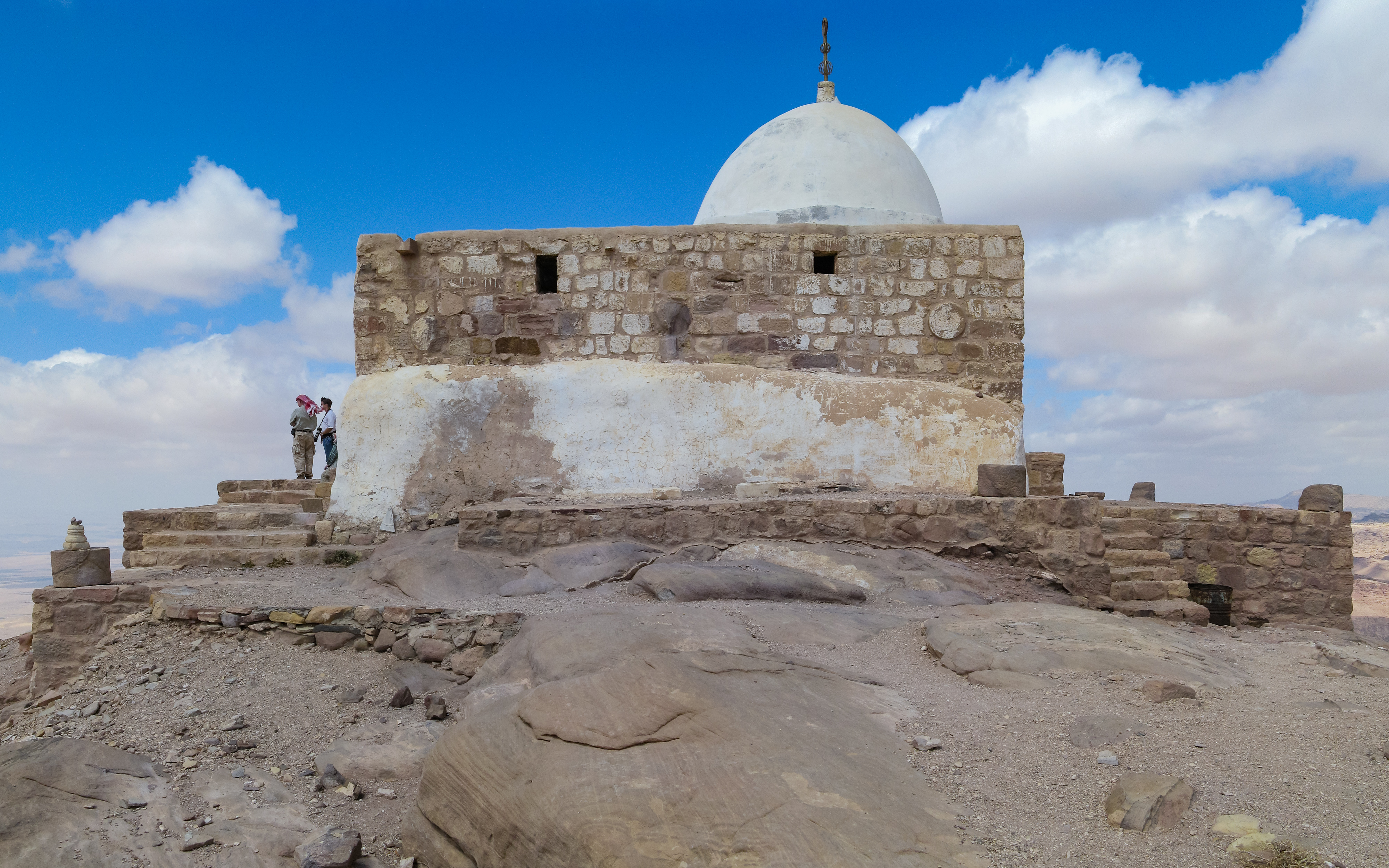

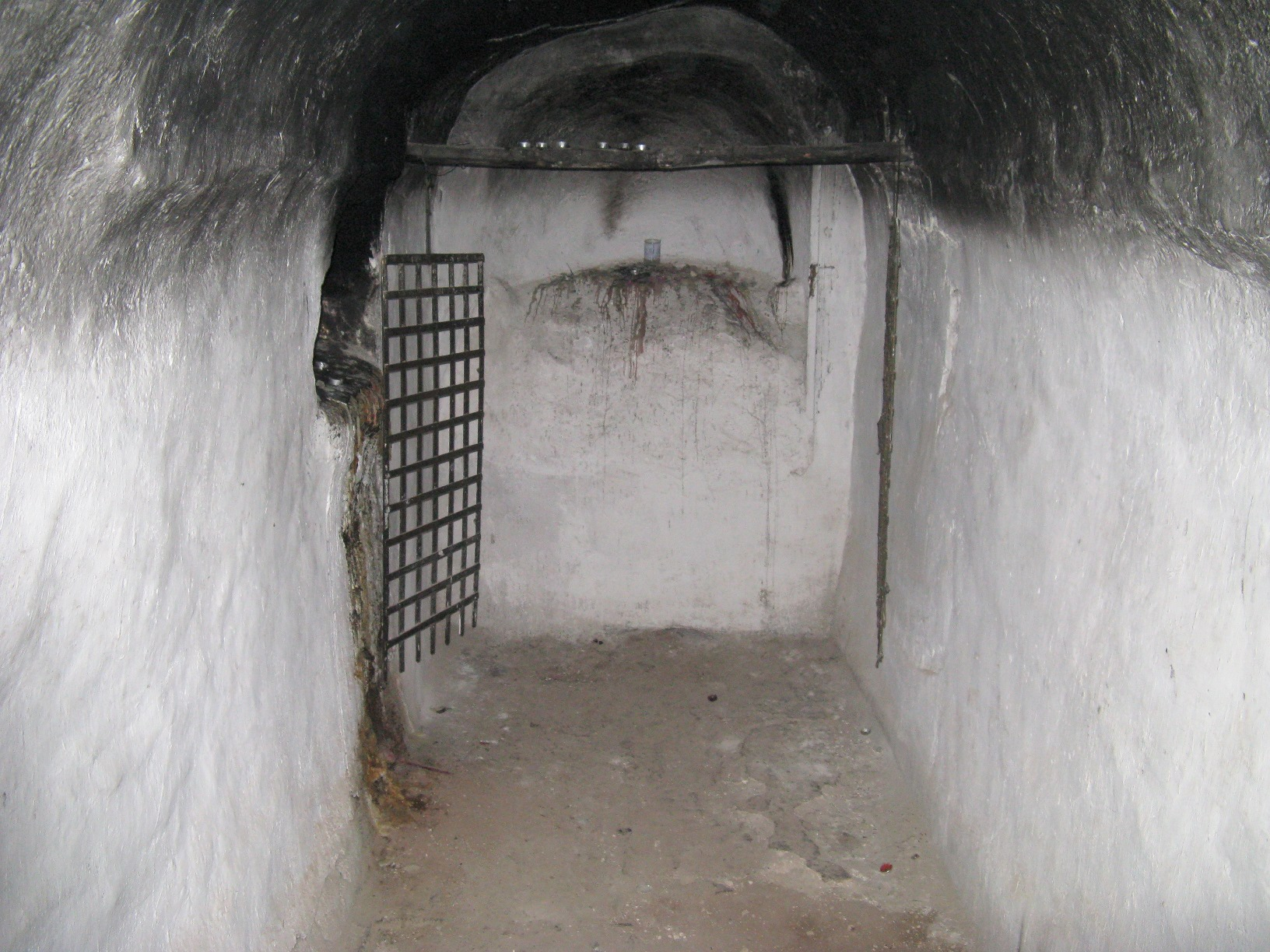

A Tumba de Aarão é o suposto local de sepultamento de Aarão, irmão de Moisés. Há duas descrições de sua localização no Pentateuco, e diferentes interpretações de sua localização. Embora na tradição judaica o local da tumba de Aarão, como a de Moisés, está envolta em mistério, a tradição islâmica coloca-a no monte Hor, perto de Petra, na Jordânia.

## A Pessoa
Aarão era filho de Anrão e Joquebede (Êxodo 6:20), da Tribo de Levi (1Crônicas 6:1-3). Era bisneto de Levi. Tinha uma irmã mais velha, Miriã, Êxodo 2:4). Casou com Eliseba, filha de Aminadabe, da Tribo de Judá, que lhe deu quatro filhos, Nadabe, Abiú, Eleazar e Itamar. Foi um profeta do Deus de Israel servindo como o primeiro sumo sacerdote dos hebreus.

## O Local
O Pentateuco contem duas passagens sobre a morte de Aarão. Há no Livro de Números (Capítulo 20) uma passagem detalhada para sobre o desfecho, logo após o incidente em Meribá (Cades), quando Moisés e Aarão demonstram impaciência trazendo água de uma rocha para saciar a sede do povo depois que Deus ordenou-lhes falar à rocha, Aarão, seu filho Eleazar, e Moisés subiram o monte Hor, na fronteiras de Edom. Lá, Moisés despiu a Aarão de suas vestes sacerdotais e lhes deu a Eleazar. Aarão morreu e foi sepultado no cume da montanha, e o povo se resguardou por trinta dias em sua memória.

O monte Hor é geralmente associado com a montanha perto de Petra, na Jordânia, conhecido em árabe como Jabal Hārūn (Montanha de Arão), em cujo cume foi construída uma mesquita no século XIV. De fato, Josefo e Eusébio ambos descreveram a sua localização acima da cidade de Petra.
A passagem é encontrada no Livro de Deuteronômio, onde Moisés é descrito como dizendo que Aarão morreu no Moseroth (Mosera) e foi enterrado lá. Mosera tem sido identificado com el-Tayibeh, uma pequena fonte na parte inferior da passagem de liderança para a subida do monte Hor. No entanto, outra opinião é de que o local de Mosera não pode ser aqui, já que o itinerário em Livro de Números 33:31-37 é registado em sete fases, entre Mosera e monte Hor. Por razões semelhantes, outros ainda duvidam de que o monte Hor, possa na realidade ser identificado com Jabal Hārūn.
O Jabal Hārūn (Montanha de Aarão) é ocasionalmente visitado por peregrinos judeus, bem como muçulmanos.

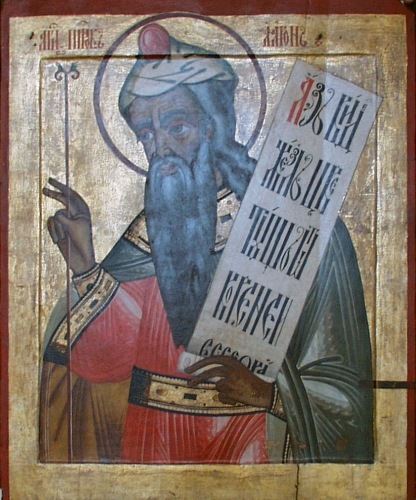
Ícone russo de Aarão do primeiro trimestre do século XVIII
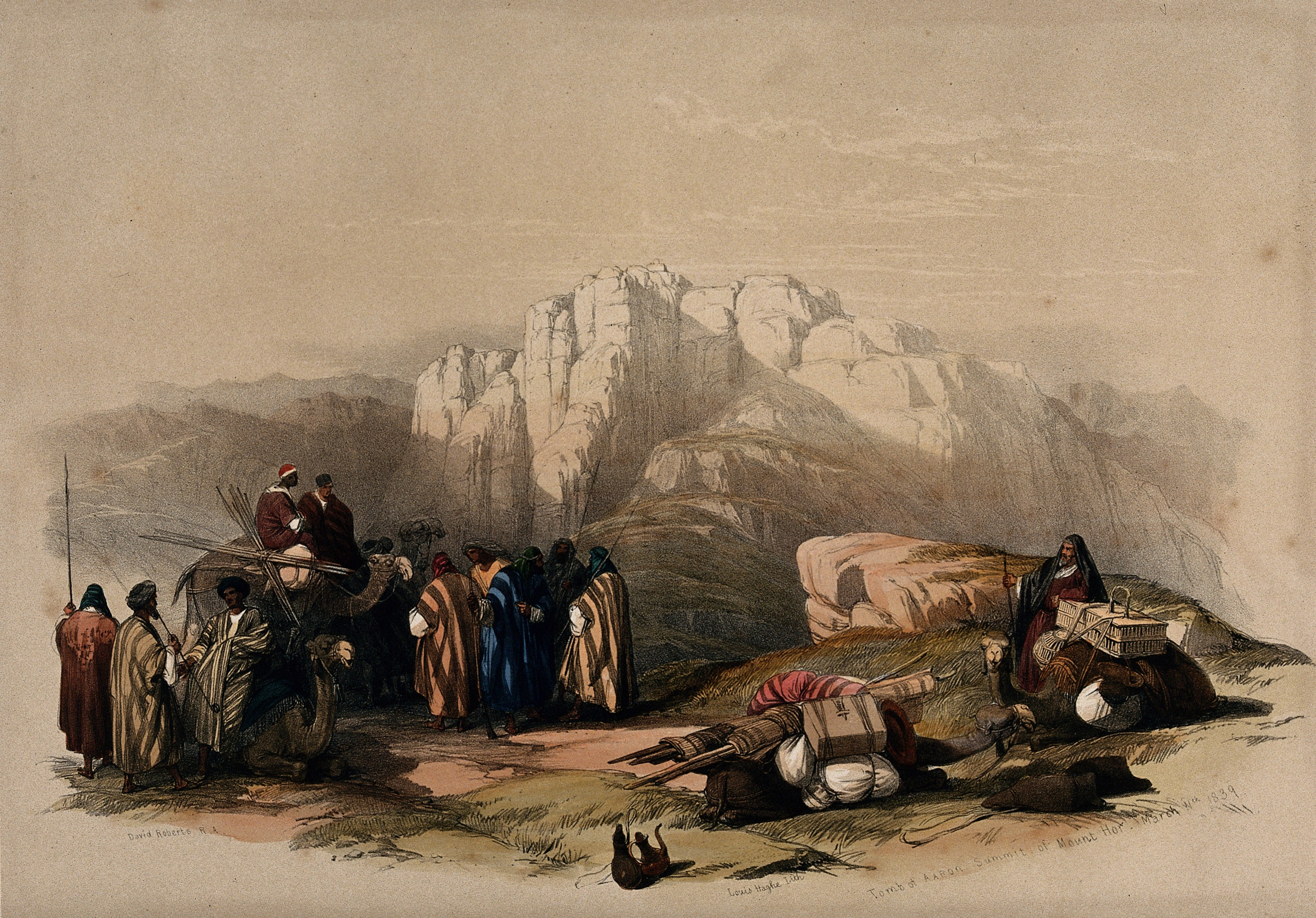
Litografia colorida de Louis Haghe segundo David Roberts, 1849
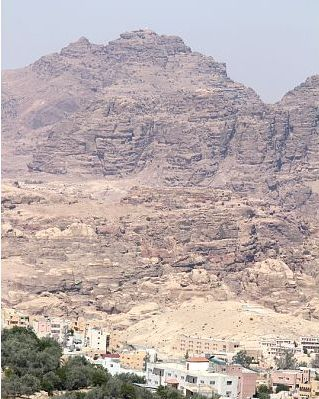
Vista do monte Hor
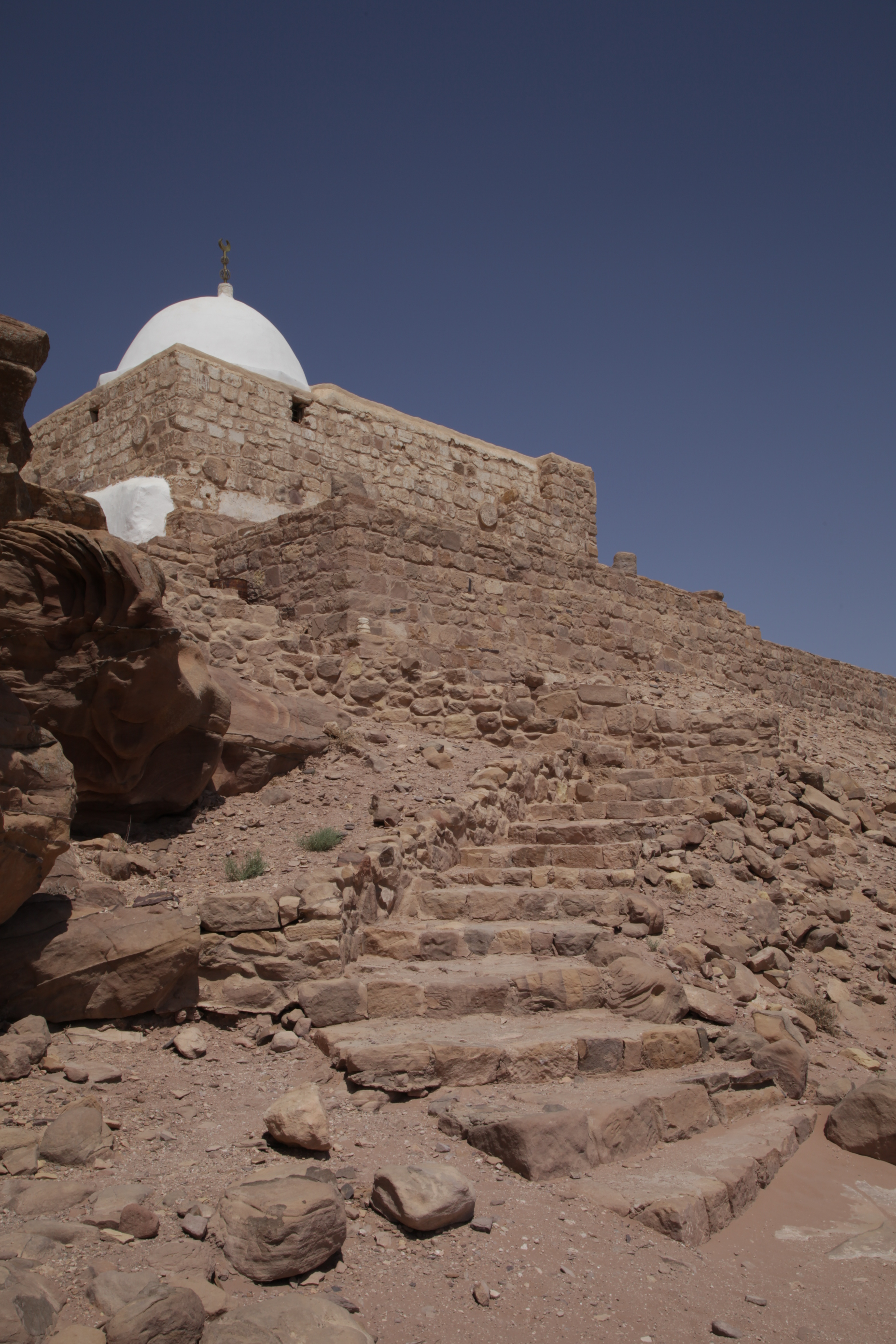
Caminho de acesso à mesquita
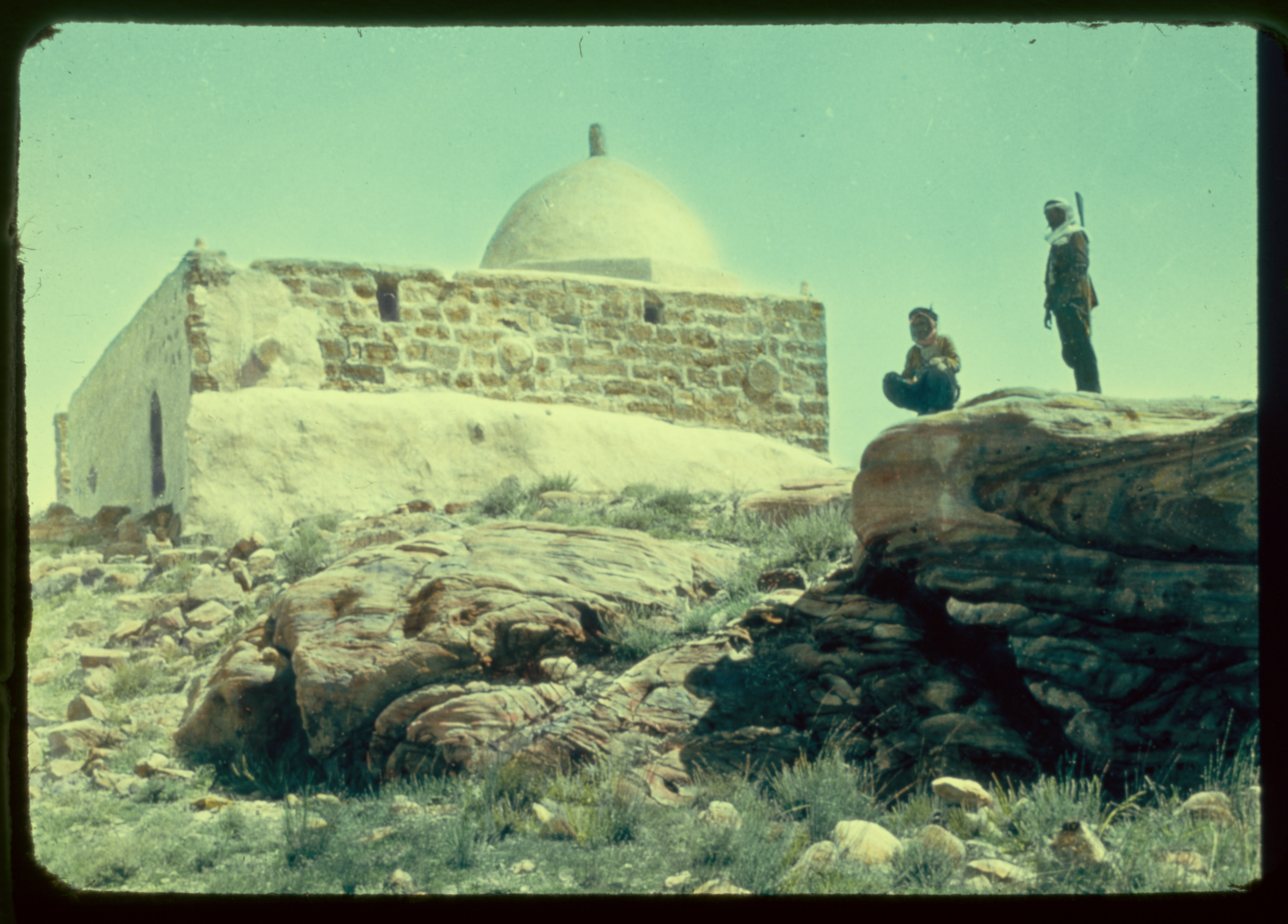
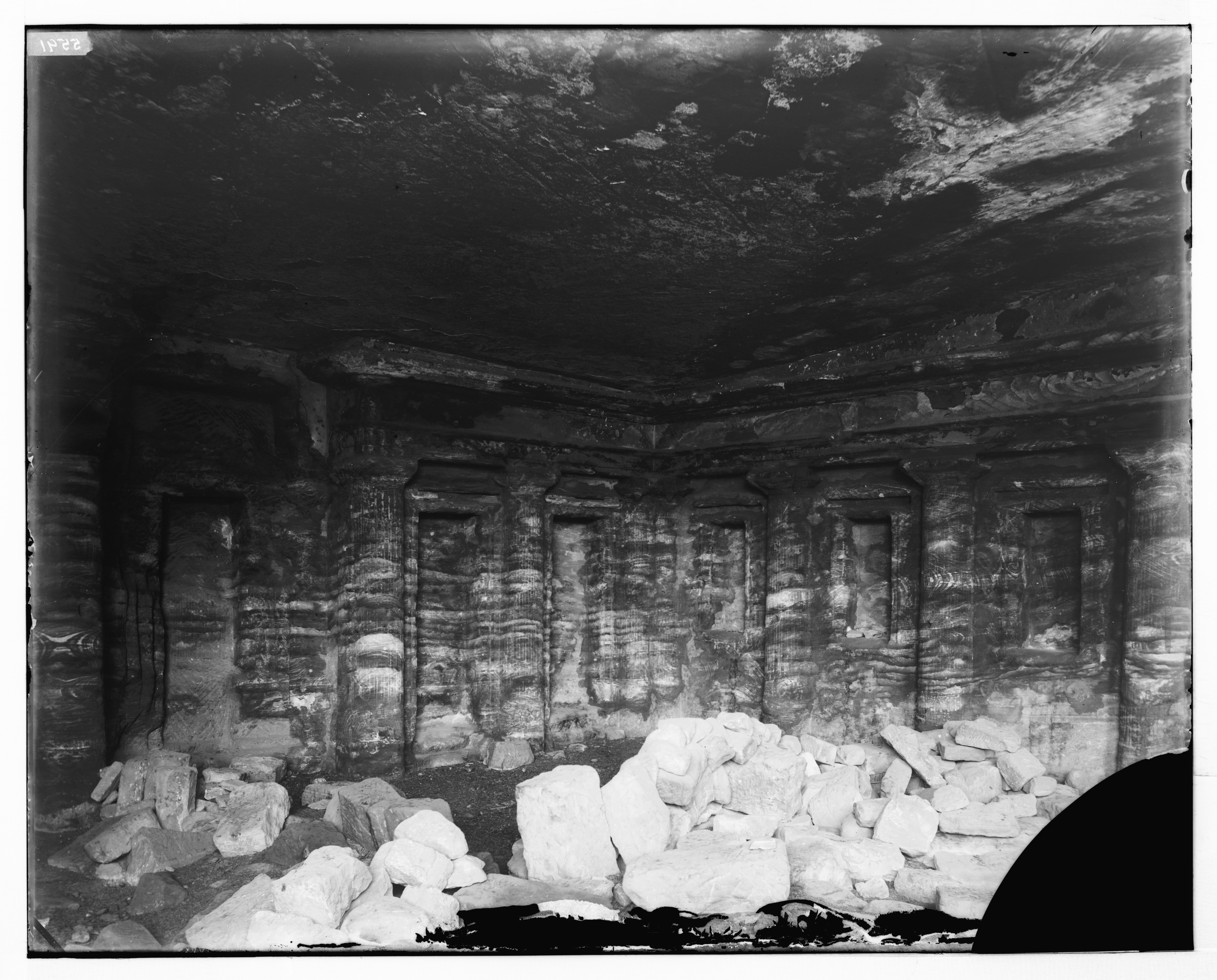
Interior da tumba
Interior da tumba